# Collix muscosata
Collix muscosata là một loài bướm đêm trong họ Geometridae.